# Friuli Grave Tocai Friulano
Le Friuli Grave Tocai Friulano est un vin italien de la région Frioul-Vénétie Julienne doté d'une appellation DOC depuis le 1er octobre 1985. Seuls ont droit à la DOC les vins blancs récoltés à l'intérieur de l'aire de production définie par le décret.

## Caractéristiques organoleptiques
- couleur : jaune paille plus ou moins intense
- odeur : caractéristique
- saveur : harmonieux, sèche,

Le  Friuli Grave Friulano(ex Tocai Friulano) se déguste à une température comprise entre 8 et 10 °C. Il se boit jeune mais peut se garder 2 – 3 ans.

## Production
Province, saison, volume en hectolitres :
- Pordenone (1990/91) 23903,01
- Pordenone (1991/92) 26538,42
- Pordenone (1992/93) 30392,44
- Pordenone (1993/94) 32969,3
- Pordenone (1994/95) 36536,76
- Pordenone (1995/96) 33097,8
- Pordenone (1996/97) 38712,94
- Udine (1990/91) 10504,43
- Udine (1991/92) 9042,3
- Udine (1992/93) 10651,7
- Udine (1993/94) 11857,27
- Udine (1994/95) 12268,18
- Udine (1995/96) 9878,51
- Udine (1996/97) 11291,87